# Aphaenogaster mauritanica
Aphaenogaster mauritanica (лат.) — вид мелких муравьёв рода Aphaenogaster из подсемейства Myrmicinae (триба Stenammini, ранее в Pheidolini, Formicidae). Северная Африка.

## Распространение
Северная Африка: Алжир и Марокко (Moyen et Haul Allas), от 1300 до 1800 м.

## Описание
Мелкого размера муравьи желтовато-коричневого цвета; длина рабочих от 3,5 до 4,2 мм; длина самок от 9,8 до 10,2 мм; длина самцов от 4,5 до 4,8 мм.  Усики рабочих 12-члениковые без явной булавы.  Заднегрудка угловатая с небольшими проподеальными шипиками. Стебелёк между грудкой и брюшком состоит из двух узловидных члеников (петиоль и постпетиоль). Брюшко гладкое и блестящее.

## Систематика
Вид был впервые описан в 1893 году Далла Торре по материалам из Мавритании. В 1996 году французским мирмекологом Анри Каньяном (Dr. Henri Cagniant, Toulouse) по типовым материалам из Марокко был описан таксон Aphaenogaster foreli Cagniant, 1996. Видовое название дано в честь крупного швейцарского энтомолога Огюста Фореля (Auguste Forel, 1848—1931), впервые описавшего этот таксон под названием подвида Aphaenogaster pallida subterraneoides Forel, 1890 (nom préoccupé par Emery, 1881). Включён в состав видовой группы pallida из подрода Attomyrma. В 2023 году таксон A. foreli Cagniant, 1996 признан синонимом вида A. mauritanica Dalla Torre, 1893 (магрибские популяции группы pallida, которые до сих пор считались представителями A. foreli, должны быть отнесены к A. dulcineae Emery, 1924).